# Піцаметр
Піцаметр (англ. Pizza meter) — феномен, відкритий Франком Міксом, який передбачає великі політичні події, кризи та війни, шляхом різкого підвищення замовлень від держустанов США, таких, як Білий Дім та Пентагон

## Історія
Повідомлялося про раптове збільшення попиту на піцу в урядових будівлях США перед вторгненням Іраку в Кувейт і скандалом Левінскі, серед інших подій. Тому в ЗМІ США використовувався термін «Pizza Meter» або Pizza Index, ніби попит на піцу був провісником відповідних подій у політиці.. Після того, як Франк Мікс оприлюднив дані, то урядові установи перестали замовляти піцу лише від одного дистриб'ютора (на той час від піцерій Domino's Pizza, якими володів Франк Мікс)